# Synagoga w Satanowie
Synagoga w Satanowie – murowana bożnica w Satanowie, którą wzniesiono w 1 poł. XVII wieku. Synagogę odnowiono w drugiej dekadzie XXI w.

## Historia
Historia Żydów w Satanowie sięga XVI wieku. Dwa wieki później mieszkała tu już jedna z największych społeczności żydowskich na Podolu; z Satanowa pochodzili m.in. pisarz Icchak Satanow czy maskil Menahem Mendel Lefin. 
Choć niektóre źródła podają, iż synagogę wybudowano tu w 1514 lub 1532 roku, jednak analiza struktury budynku wskazuje na późniejszy okres. Bożnicę wzniesiono na obrzeżach miasta, najpewniej w pierwszej połowie XVII wieku. Była czynna do II wojny światowej. Po wojnie budynek został wykorzystany jako magazyn. 
Współcześnie budynek znajduje się przy pl. Bazarowym. Na początku drugiej dekady XXI w. zniszczałą, opustoszałą synagogę poddano remontowi generalnemu. 
Z synagogą związane są różne legendy. Jedną z nich spisano podczas badań etnograficznych prowadzonych przez Szymona An-skiego. 

## Architektura
Synagoga jest murowanym budynkiem z salą główną na planie prostokąta o wymiarach 12 x 15,50 m, o ścianach z cegły grubości dwóch metrów, z zewnątrz obłożonych kamieniem. Do sali z dwóch stron przylegają niższe pomieszczenia, w których od zachodu znajduje się sień, a od południa babiniec.
Wnętrze sali głównej doświetlają duże, ostrołukowe okna w głębokich zglifieniach, umieszczone po trzy w ścianach bocznych i po dwa z oculusem pośrodku w ścianach wschodniej i zachodniej. Przed II wojną światową wnętrze sali głównej było udekorowane skromną sztukaterią. Rzeźbiony, utrzymany w stylu barokowym aron ha-kodesz jest obramowany białym kamieniem i ozdobiony polichromią. W odróżnieniu od zdobień szafy ołtarzowej, oryginalna bima nie zachowała się.

## Galeria

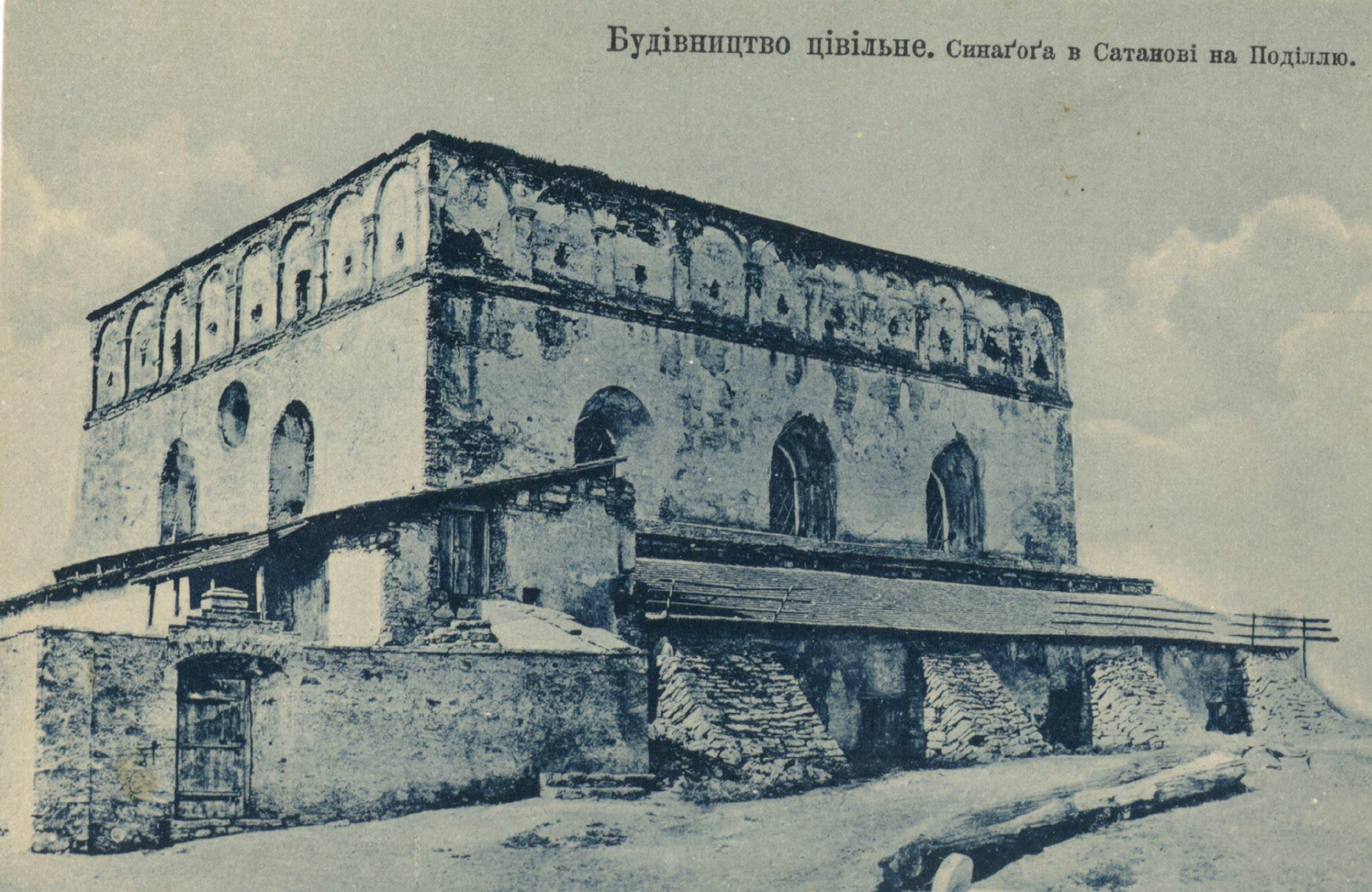
Pocztówka, lata 1910–1920
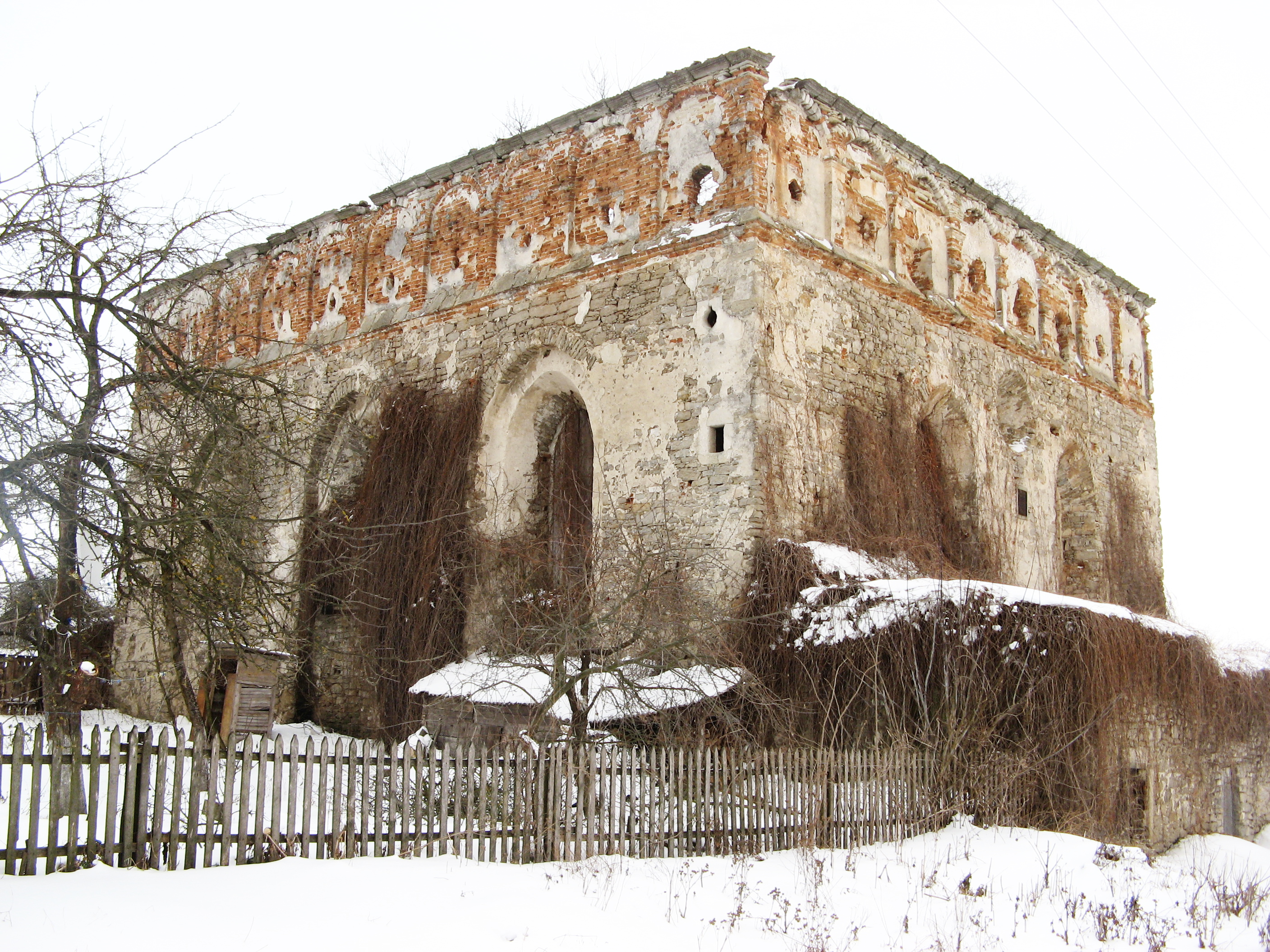
Widok synagogi przed remontem generalnym w XXI w.
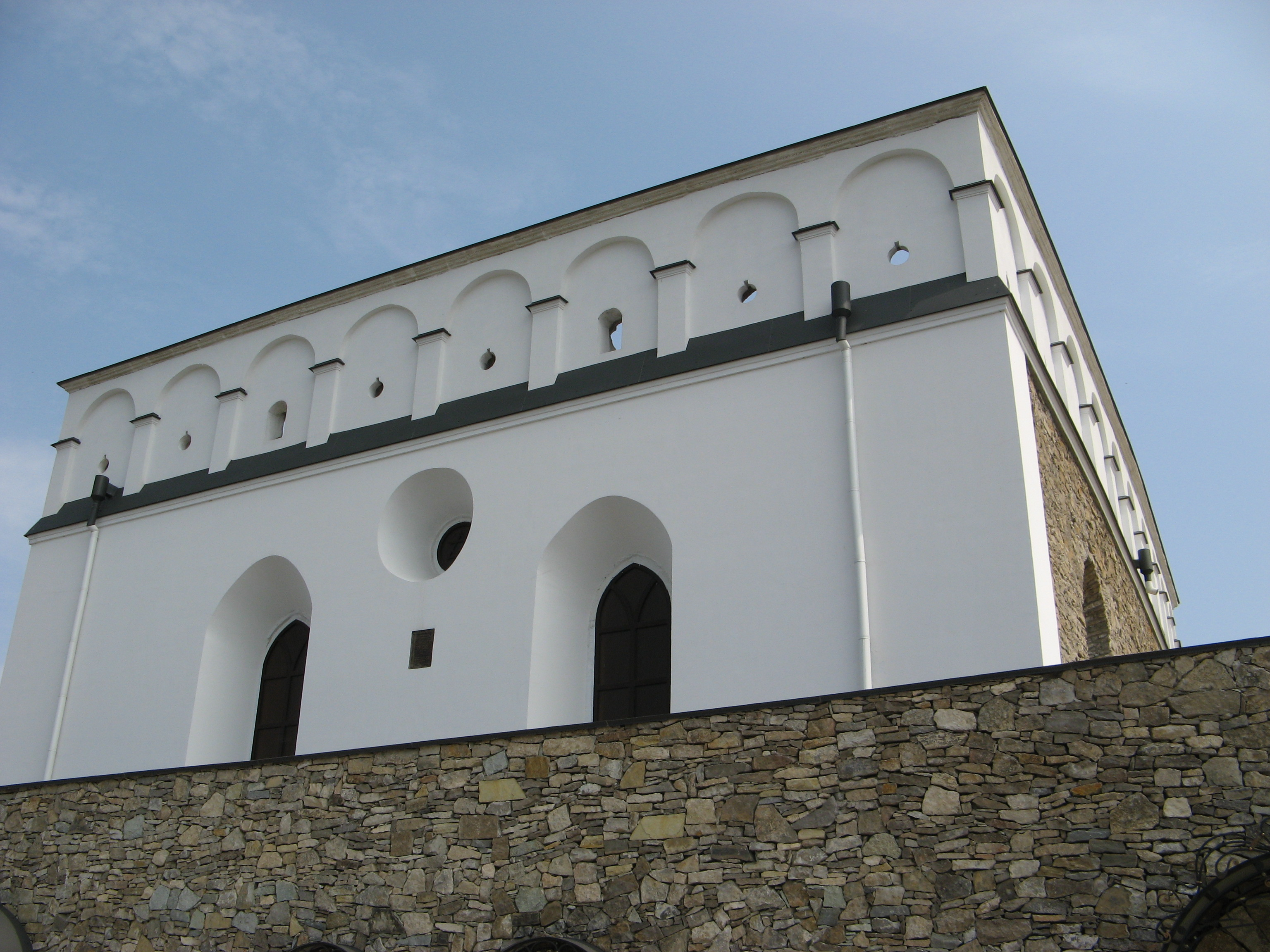
Detal synagogi po renowacji, 2015
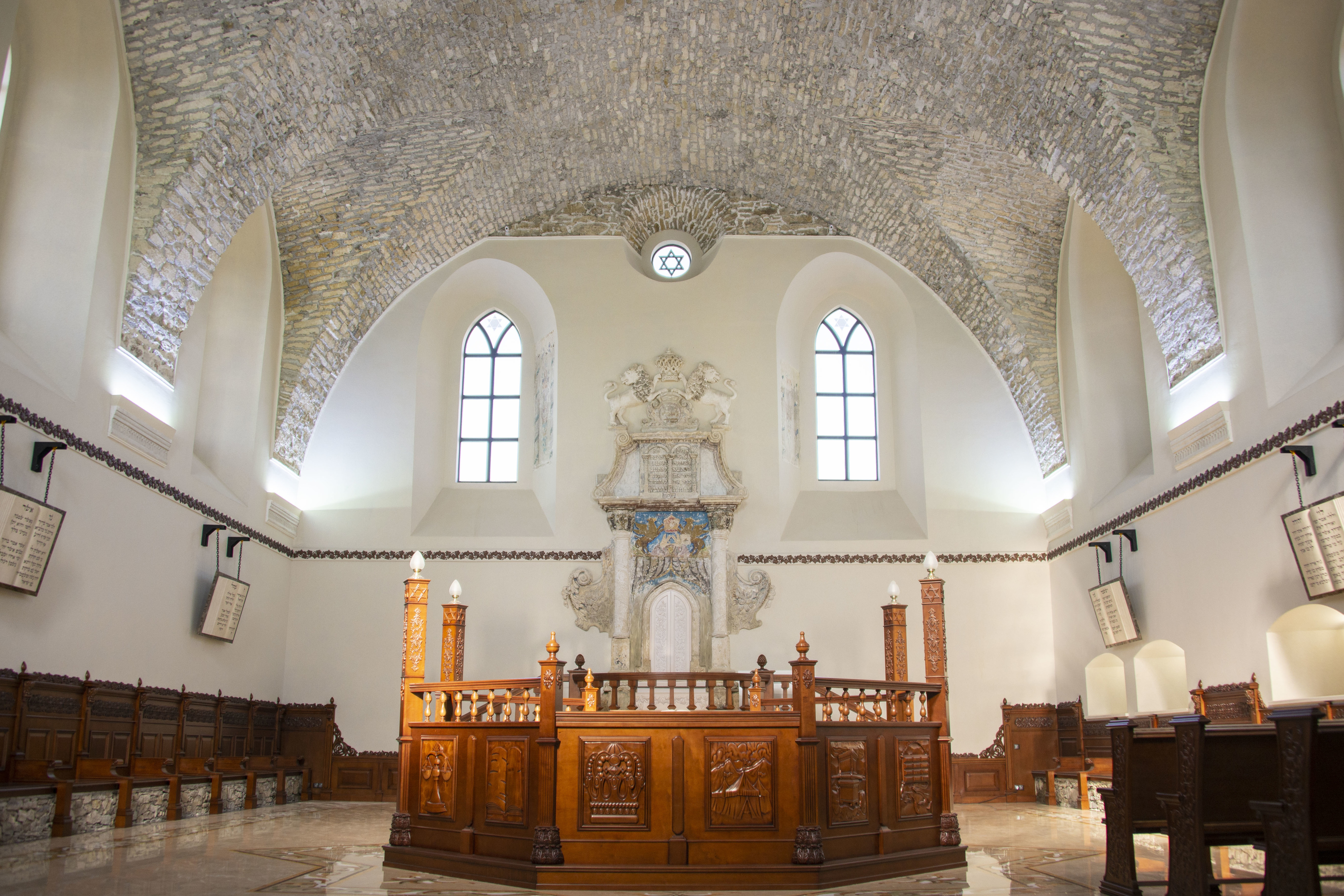
Wnętrze po renowacji, 2017
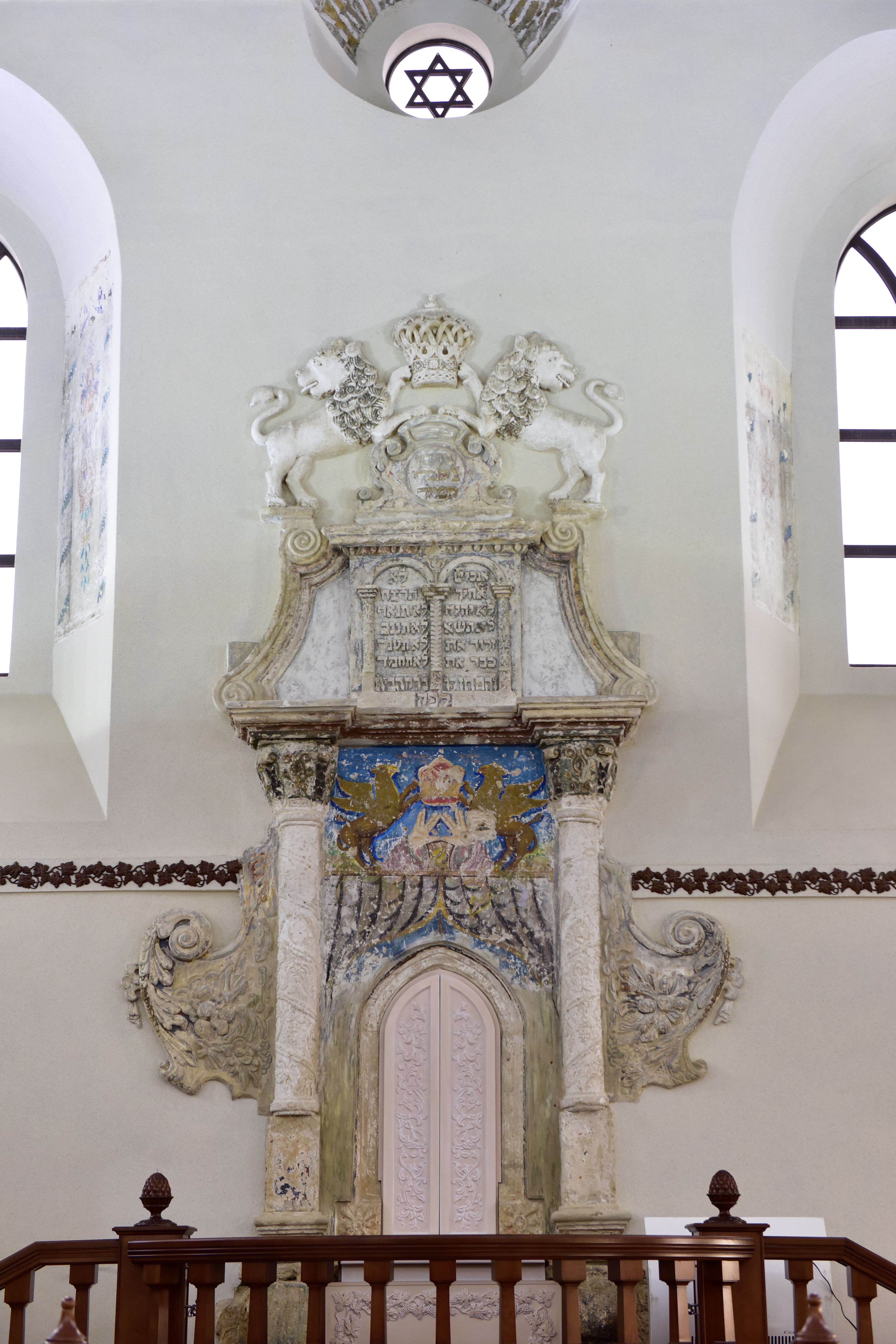
Aron ha-kodesz, stan po renowacji, 2017